# Макіно Томоакі
Томоакі Макіно (яп. 槙野智章, нар. 11 травня 1987, Хіросіма) — японський футболіст, захисник клубу «Урава Ред Даймондс».
Виступав, зокрема, за клуби «Санфрече Хіросіма» та «Кельн», а також національну збірну Японії.

## Клубна кар'єра
Народився 11 травня 1987 року в місті Хіросіма. Вихованець футбольної школи клубу «Санфрече Хіросіма». Дорослу футбольну кар'єру розпочав 2006 року в основній команді того ж клубу, в якій провів чотири сезони, взявши участь у 130 матчах чемпіонату. Більшість часу, проведеного у складі «Санфречче Хіросіма», був основним гравцем захисту команди.
Своєю грою за цю команду привернув увагу представників тренерського штабу німецького клубу «Кельн», до складу якого приєднався 2010 року. Відіграв за кельнський клуб без особливих успіхів наступні два сезони своєї ігрової кар'єри.
Протягом 2012 року на правах оренди грав за клуб «Урава Ред Даймондс».
Уклав повноцінний контракт з «Урава Ред Даймондс» у 2013 році. Протягом наступних п'яти сезонів відіграв за команду з міста Сайтама 176 матчів в національному чемпіонаті.

## Виступи за збірні
Протягом 2005–2007 років залучався до складу молодіжної збірної Японії. На молодіжному рівні зіграв у 9 офіційних матчах, забив 1 гол.
У 2010 році дебютував в офіційних матчах у складі національної збірної Японії.
31 травня 2018 року був включений до заявки збірної на тогорічний чемпіонат світу.
| Дата       | Місто              | Господарі      | Результат | Гості                | Турнір                    | Голи | Примітки |
| ---------- | ------------------ | -------------- | --------- | -------------------- | ------------------------- | ---- | -------- |
| 6-1-2010   | Сана               | Ємен           | 2 – 3     | Японія               | Відбір до Кубка Азії 2011 | -    | 81'      |
| 7-4-2010   | Осака              | Японія         | 0 – 3     | Сербія               | товариський матч          | -    | 82'      |
| 4-9-2010   | Йокогама           | Японія         | 1 – 0     | Парагвай             | товариський матч          | -    | 89'      |
| 7-9-2010   | Осака              | Японія         | 2 – 1     | Гватемала            | товариський матч          | -    |          |
| 7-6-2011   | Йокогама           | Японія         | 0 – 0     | Чехія                | Kirin Cup                 | -    | 64'      |
| 10-8-2011  | Саппоро            | Японія         | 3 – 0     | Південна Корея       | товариський матч          | -    | 55'      |
| 6-9-2011   | Ташкент            | Узбекистан     | 1 – 1     | Японія               | Відбір до ЧС 2014         | -    | 81'      |
| 7-10-2011  | Кобе               | Японія         | 1 – 0     | В'єтнам              | товариський матч          | -    | 68'      |
| 24-2-2012  | Осака              | Японія         | 3 – 1     | Ісландія             | товариський матч          | 1    | 90'      |
| 23-5-2012  | Фукурой (Сідзуока) | Японія         | 2 – 0     | Азербайджан          | товариський матч          | -    | 87'      |
| 15-8-2012  | Саппоро            | Японія         | 1 – 1     | Венесуела            | товариський матч          | -    | 87'      |
| 21-7-2013  | Сеул               | Японія         | 3 – 3     | КНР                  | Кубок Східної Азії 2013   | -    | 77'      |
| 28-7-2013  | Сеул               | Південна Корея | 1 – 2     | Японія               | Кубок Східної Азії 2013   | -    | 51'      |
| 10-9-2013  | Йокогама           | Японія         | 3 – 1     | Гана                 | товариський матч          | -    | 90+1'    |
| 27-3-2015  | Ойта               | Японія         | 2 – 0     | Туніс                | товариський матч          | -    |          |
| 11-6-2015  | Йокогама           | Японія         | 4 – 0     | Ірак                 | товариський матч          | 1    |          |
| 16-6-2015  | Сайтама            | Японія         | 0 – 0     | Сінгапур             | Відбір до ЧС 2018         | -    |          |
| 2-8-2015   | Ухань              | Північна Корея | 2 – 1     | Японія               | Кубок Східної Азії 2015   | -    |          |
| 5-8-2015   | Ухань              | Японія         | 1 – 1     | Південна Корея       | Кубок Східної Азії 2015   | -    | 88'      |
| 9-8-2015   | Ухань              | КНР            | 1 – 1     | Японія               | Кубок Східної Азії 2015   | -    | 77'      |
| 08-10-2015 | Маскат             | Сирія          | 0 – 3     | Японія               | Відбір до ЧС 2018         | -    |          |
| 17-11-2015 | Пномпень           | Камбоджа       | 0 – 2     | Японія               | Відбір до ЧС 2018         | -    | 30'      |
| 7-6-2016   | Суйта              | Японія         | 1 – 2     | Боснія і Герцеговина | Kirin Cup                 | -    | 70'      |
| 11-10-2016 | Мельбурн           | Австралія      | 1 – 1     | Японія               | Відбір до ЧС 2018         | -    | 87'      |
| 6-10-2017  | Toyota             | Японія         | 2 – 1     | Нова Зеландія        | товариський матч          | -    |          |
| 10-10-2017 | Йокогама           | Японія         | 3 – 3     | Гаїті                | товариський матч          | -    |          |
| 10-11-2017 | Вільнев-д'Аск      | Японія         | 1 – 3     | Бразилія             | товариський матч          | 1    |          |
| 14-11-2017 | Брюгге             | Бельгія        | 1 – 0     | Японія               | товариський матч          | -    |          |
| 23-3-2018  | Льєж               | Японія         | 1 – 1     | Малі                 | товариський матч          | -    |          |
| 27-3-2018  | Льєж               | Японія         | 1 – 2     | Україна              | товариський матч          | 1    |          |
| 30-5-2018  | Йокогама           | Японія         | 0 – 2     | Гана                 | товариський матч          | -    |          |
| Усього     |                    | Матчів         | 31        |                      | Голів                     | 4    |          |

## Титули і досягнення
- Клубні: 
  - Володар Кубка Джей-ліги: 2016
  - Володар Суперкубка Японії: 2008
  - Володар Кубка банку Суруга: 2017
  - Клубний чемпіон Азії:  2017
  - Володар Кубка Імператора:  2018, 2021
- У складі збірної: 
  - Чемпіон Східної Азії: 2013
  - Срібний призер Кубка Азії: 2019